# Tan-Tan
Tan-Tan (in arabo طانطان‎?, in berbero: ⵟⴰⵏⵟⴰⵏ) è una città del Marocco, capoluogo della provincia omonima, nella regione di Guelmim-Oued Noun.
La città è anche conosciuta come Ţānţān.